# Gesellschaft zur Rettung der Delphine
Die Gesellschaft zur Rettung der Delphine e. V. (kurz: GRD) ist eine deutsche Naturschutzorganisation, die sich schwerpunktmäßig für den Schutz wild lebender Delfine und ihrer Lebensräume einsetzt. Die Nichtregierungsorganisation wurde 1991 von Rollo Gebhard gegründet. Anlass waren seine Beobachtungen und Erfahrungen auf seiner dritten Weltumsegelung mit Treibnetzen, die damals als gängige Fischfangmethode beim Thunfischfang eingesetzt wurden und in denen Delfine, Wale, Meeresschildkröten, Robben, Nicht-Zielfischarten und Seevögel hunderttausendfach verendeten.
Auf der dritten Weltumsegelung, die er gemeinsam mit seiner späteren Frau Angelika Zilcher von 1983 bis 1991 unternahm, war Rollo Gebhard zudem aufgefallen, dass sein Boot deutlich seltener von Delfinen begleitet wurde als noch bei seinen vorherigen Weltumsegelungen (1967–1970 und 1975–1979). Besonders erschüttert berichtete er auf seinen Filmvorführungen von den sog. Geisternetzen, Treibnetzen, die von der Fischerei verloren bzw. aufgegeben wurden und so herrenlos auf den Weltmeeren weiterfischen.
Neben dem zunächst recht eng formulierten Ziel Rettung der Delphine durch ein Verbot der Treibnetzfischerei hat es sich der Verein seit einigen Jahren allgemein zur Aufgabe gemacht, gegen die ökologische Zerstörung der Weltmeere vorzugehen und für den Schutz wild lebender Delfinpopulationen einzusetzen. Dabei liegt der Schwerpunkt im Kampf gegen die industriellen Fang- und Tötungsmethoden der Fischerei einerseits und der Unterstützung von weltweiten Delfinschutzprojekten andererseits. Seit 2005 betreibt der Verein auf der Karibikinsel Dominica auch ein Projekt zum Schutz der in den Inselgewässern lebenden, residenten Pottwalfamilien.

## Programme und Projekte

### SAFE – internationales Kontrollprogramm für delfinsicheren Thunfisch

SAFE Umweltsiegel, delfinsicher gefangene Thunfischprodukte

Die GRD setzt in Deutschland das internationale Kontrollprogramm SAFE für delfinsichere Dosenthunfischprodukte des Earth Island Institute (EII) um, das Kriterien für delfinsicher gefangenen Thunfisch definiert und bei Einhaltung der Kriterien das SAFE-Umweltzeichen vergibt. Dazu kontrolliert die GRD Importeure und Händler und veröffentlicht die Verbraucher-Checkliste Dieser Thunfisch ist „delfinsicher“. Die SAFE angeschlossenen Importeure und Händler verpflichten sich, nur Thunfisch anzubieten, der nicht mit Treibnetzen oder durch das Setzen von Netzen um Delfinschulen gefangen wurde. Laut Angaben von EII und GRD kontrolliert SAFE etwa 90 Prozent des weltweiten Handels in Europa, Kanada, Australien und in den USA.
Das Logo SAFE ist vom EII geschützt und wird ausschließlich an Unternehmen vergeben, die am Kontrollprogramm für „delfinsicheren“ Thunfisch beteiligt sind.

### Rettung der letzten Adria-Delfine

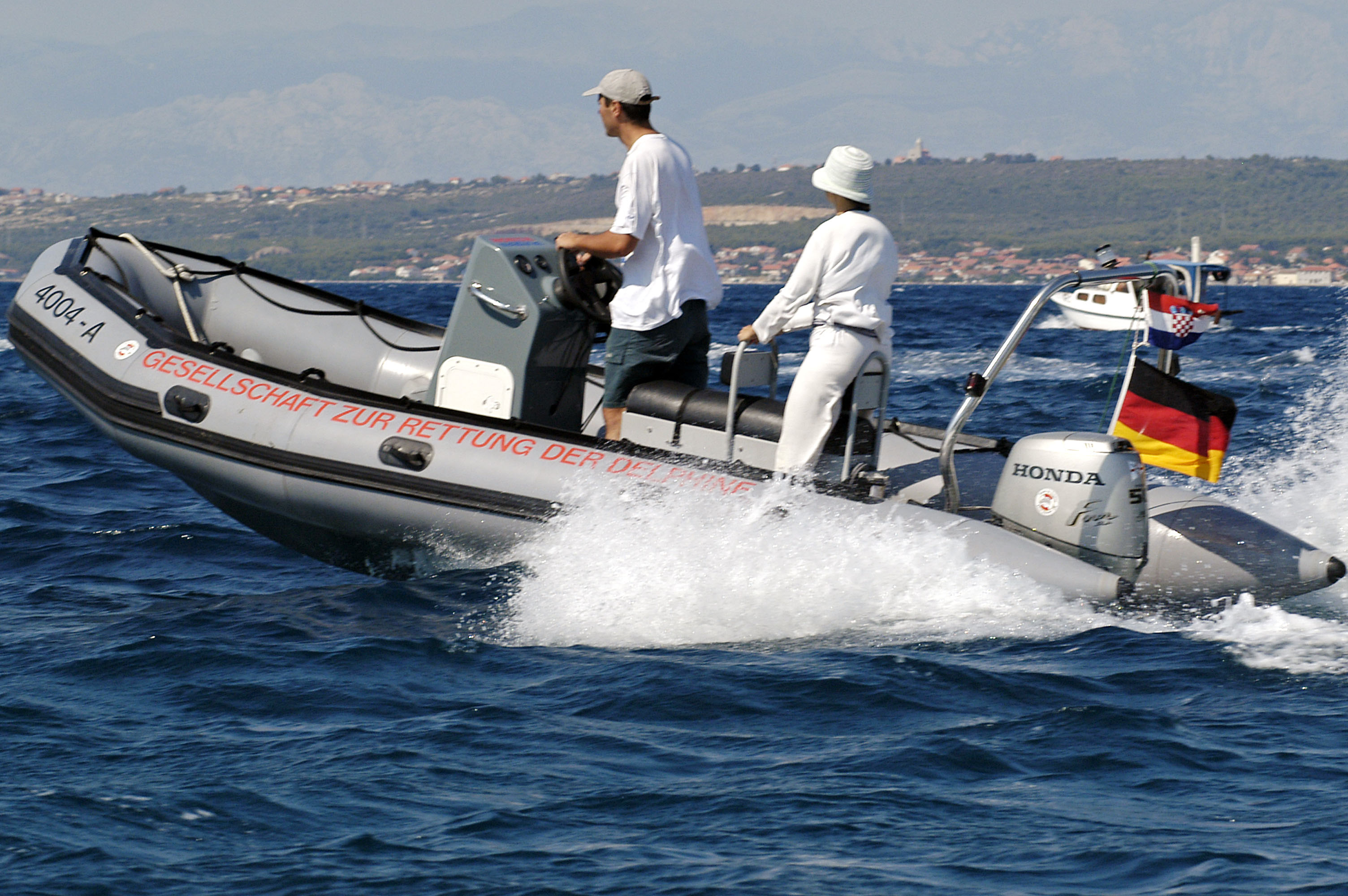
Mit der Übergabe des ersten GRD-Patrouillenbootes und weiterer Ausrüstung im Juni 2000 konnten die kroatischen Tierschützer endlich mit der wichtigen Feldarbeit beginnen und sind somit jetzt auch in der Lage, lebend gestrandete oder in den zahlreichen Buchten der kroatischen Adria und den Flussmündungen verirrte Wale und Delfine zu retten.

Das Projekt wurde 1999 mit Tierärzten der tierärztlichen Fakultät Universität Zagreb unter Leitung von Hrvoje Gomercic († 1. August 2010 im Alter von 70 Jahren) gegründet. Hauptziel des Projekts ist, das Aussterben einer kleinen Population von ca. 220 Großen Tümmlern zu verhindern, die in den Küstengewässern Kroatiens ständig leben. Weitere Ziele umfassen Rettungsaktionen für verletzte und gestrandete Delfine, die Erfassung und Erforschung des Bestands der Adria-Delfine, die Einrichtung von Schutzgebieten, Aufbau und Einrichtung eines Delfinschutzzentrums in Kroatien sowie Aufklärungsprojekte für Fischer, Bevölkerung und Touristen.
Das Projekt steht unter der Schirmherrschaft des kroatischen Umweltministeriums und richtet sich nach den Vorgaben des Schutzabkommens für Cetaceen im Schwarzen Meer und Mittelmeer ACCOBAMS.
Am 4. Juli 2013 wurde auf Insel Molat, Norddalmatien, ein Delfinschutzzentrum des Projekts eröffnet. Es ermöglicht, die Feld- und Öffentlichkeitsarbeit miteinander zu kombinieren, regelmäßigere Kontroll- und Forschungsfahrten und bessere Sofortmaßnahmen bei gestrandeten oder verletzten Delfinen und Walen.
Zur Datenerfassung über Vorkommen und Wanderverhalten der Meeressäuger arbeitet das Projekt u. a. mit einem Online-Sichtungsprogramm, bei dem Segler, Motorbootfahrer oder Landurlauber Sichtungen von Delfinen melden können. Darüber hinaus werden auch Sichtungsdaten von anderen in der Adria sporadisch auftauchenden Delfinarten, wie Rundkopfdelfinen, Finnwalen, Pottwalen und Meeresschildkröten erfasst. Die Daten fließen in Erhebungen und Analysen ein, die für die Internationale Walfangkommission (IWC) von den Mitgliedsländern aufgestellt werden. Sie sind Teil der Bewertungsgrundlage für Maßnahmen, um bedrohte Delfinbestände zu schützen und ihre Lebensräume zu erhalten.
Das Projekt wird u. a. unterstützt von der Deutschen Stiftung Meeresschutz.

### Paracas-Halbinsel, Peru
Auf der Paracas-Halbinsel in Peru unterstützt der Verein seit 1999 die peruanische Meeresschutzorganisation ACOREMA. Mit verschiedenen Projektmodulen arbeitet ACOREMA gegen die Jagd auf Delfine, den Verkauf von Delfinfleisch, Dynamitfischerei sowie Meeresverschmutzung und führt Bildungs- und Aufklärungsarbeit mit lokalen Schulen und der Nationalparkverwaltung des Nationalreservats Paracas sowie intensive Öffentlichkeitsarbeit durch. Ein bei einem schweren Erdbeben 2007 in der Stadt Pisco zerstörtes Meeresschutzzentrum soll wieder aufgebaut werden.
Südlich und nördlich der Paracas-Halbinsel wird die Populationsdynamik zweier Gruppen Großer Tümmler kontinuierlich beobachtet:
- Die isolierte Supay-Gruppe im Süden der Halbinsel, die im Nationalreservat Paracas lebt, keinen Austausch mit anderen Delfingruppen hat und nur 22 Tiere umfasst.
- Die Paracas-Gruppe im Norden der Halbinsel, die 123 Tiere umfasst (seit 2014). In der Paracas-Bucht sind die Delfine mit starker Meeresverschmutzung durch Chemikalien, Abwässer oder Plastikmüll konfrontiert.[18]

### Delfine im Roten Meer bei Hurghada
Seit 2013 unterstützt der Verein die „Dolphin Watch Alliance“ (DWA) aus der Schweiz bei einem Projekt im Roten Meer (Ägypten). Ziele des Projekts sind u. a. die Erfassung und Erforschung der vor Hurghada lebenden Indopazifischen Großen Tümmler (Tursiops aduncus) und die Etablierung von Richtlinien für tierverträglichen Delfinbeobachtungstourismus (Dolphin Watching), um langfristige negative Folgen für die Tiere und ihren Lebensraum zu verhindern.
2013 wurden die Riffe Shaab el Erg und Shaab Fanous vom 15. Mai bis 15. Juni zu einem befristeten Schutzgebiet erklärt. Das Projekt arbeitet eng mit der Hurghada Environmental Protection and Conservation Association (HEPCA) zusammen.

### Pottwale vor Dominica
2005 begann der Verein auf der Karibikinsel Dominica ein Projekt zum Schutz der in den Inselgewässern lebenden, residenten Pottwalfamilien.
Ziele des Projekts sind u. a.:
- Einrichtung von Meeresschutzgebieten
- Weiterbildungs- und Aufklärungsprojekte für die einheimische Bevölkerung zum Meeres- und Meeressäugerschutz mit Schwerpunktsetzung auf Kinder und Schulklassen
- Durchführung von kostenlosen Whale-Watch-Ausflügen und speziellen Schulungen zum Meeresschutz und Meeressäugerschutz für einheimische Schulklassen[25]
- Schulung und Aufklärung von Touristen (u. a. Gäste von Kreuzfahrtschiffen)
- Erforschung, Beobachtung und Bestandserfassung des Pottwalbestandes, Aufbau einer Flukendatenbank, Daten- und Informationsaustausch mit Forschungsinstituten

### Weitere Projekte
Weiterhin unterstützt der Verein Delfin- und Meeresschutzprojekte bei der Kanareninsel La Gomera und bei Ponta do Ouro im Süden von Mosambik.

## Preise und Auszeichnungen
- 2002 erhielt Rollo Gebhard für seine Arbeit im Tier- und Naturschutz die der höchste Auszeichnung des Verbandes Deutscher Sporttaucher (VDST), die VDST-Ehrenplakette.[27]
- 2010 wurde das Pottwalschutzprojekt auf Dominica vom Deutschen Reiseverband für die internationale Umweltauszeichnung EcoTrophea nominiert.[28]
- 2012 wurde Andrea Steffen, die das Pottwalschutzprojekt des Vereins auf Dominica mitbegründete, von der Umweltstiftung Yves Rocher mit dem Umweltpreis für Frauen Trophée de femmes ausgezeichnet.[29][30]
- 2014 wurde die GRD-Biologin Denise Wenger von der Umweltstiftung Yves Rocher mit dem Umweltpreis für Frauen Trophée de femmes für ihr Projekt zu Vorkommen und Schutz von Schweinswalen in Elbe, Weser und an der Nordseeküste und ihre besonderen Verdienste im Natur- und Umweltschutz geehrt.[31][32]

## Zusammenarbeit
Die GRD arbeitet mit diversen Projektpartnern zusammen, darunter die Dolphin Watch Alliance. Es bestehen ferner zahlreiche Allianzen und Kooperationen, u. a. mit der Deep Sea Conservation Coalition und dem Species Survival Network.